# Seven Miles Away
Seven Miles Away är ett svenskt band från Hammarö kommun, Värmland som spelar energifylld alternativrock.
Bandet släppte sin första EP Unconducted, 2005 och året efter kom EP:n Merci for Fucking Up ut. Under Arvikafestivalen 2007 släppte bandet sin tredje EP Detached from the Respirator. Seven Miles Away har spelat mycket runt omkring i Sverige och bandet har även spelat på Hultsfreds rookiefestival, Dustfestivalen och kom 2006 på 3:e plats i landskampen mellan Norge och Sverige som heter Landsbylarm.

## Banduppsättning
- Robert Eklund - sång
- Jonas Holm - bas
- Robert Duvdahl - gitarr
- Erik Sohl - gitarr
- Joakim Vainio - trummor

## Diskografi
- 2005 – Unconducted
- 2006 – Merci for Fucking Up
- 2007 – Detached from the Respirator